# Roquefortès
 (octobre 2014).
Si vous disposez d'ouvrages ou d'articles de référence ou si vous connaissez des sites web de qualité traitant du thème abordé ici, merci de compléter l'article en donnant les références utiles à sa vérifiabilité et en les liant à la section « Notes et références ».
Le Roquefortès est un plateau situé dans le département de l'Aude. C'est le troisième plateau constituant le pays de Sault. Situé entre 1 000 et 1 500 m d'altitude, il est cerclé de la haute vallée de l'Aude, qui s'enroule autour de lui dans des gorges étroites et raides sur ses parois Ouest, et Nord. Au Sud, il est délimité par le massif du Madrès qui s'élève à 2 469 m d'altitude. À l'Est, c'est le pic Dormidou et le ruisseau de Bailleurs. 
Le Roquefortès compte quatre villages : Counozouls, le Bousquet, Builhac et Roquefort de Sault. Ce dernier donne son nom au plateau, ainsi qu'à la principale rivière (le Roquefortès) qui y coule, et jetant dans l'Aiguette près de Sainte-Colombe s/ Guette. On peut y ajouter le village d'Escouloubre, à l'Ouest du Bousquet, derrière le col du Garabeil, et qui se situe également sur le plateau, bien que son territoire possède une appellation distincte : l'Escouloubrez.

## Histoire[1],[2]
Les premiers habitants connus furent les Atacini, peuplade Celte qui peuplaient la vallée de l'Aude. Le Volques Aréconmiques eurent également une présence notoire sur les plateaux de Sault.   
On retrouva de nombreux vestiges antiques sur le Roc de Casteldos, pech qui s'élève au cœur du plateau aux abords du village du Bousquet, à 1 430 m d'altitude. ce roc fut fortifié et accueillera le château d'Eskolibris, détruit par les wisigoth sous l'ordre du roi Wamba en 673 lors de la révolte du duc Paul de Septimanie qui avait fait sécession du Royaume Wisigoth.  
Les Maures passeront brièvement dans la Région, et s'installeront notamment à Llivia (Cerdagne) et à Narbonne, avant d’être repoussés par les Francs qui en profitent pour investir la Septimanie
Charlemagne installa plusieurs seigneuries vassales sur le plateau et les environs afin de mieux contrôler la frontière avec le comté de Catalogne. 
Le plateau a son histoire liée à celle de la famille de Niort, qui y possédait des terres. Après plusieurs siècles d'autonomie, la croisade contre les Albigeois vient définitivement remettre le Languedoc dans le giron du Roi de France. Géraud de Niort, maître du Roquefortès, sera un fervent défenseur de la cause cathare, jusqu'à la défaite de Montségur, en 1244. Il perdit ensuite ses privilèges après ce revers. La famille  des Montesquieu, se liant aux de Niort au début du XVIIe siècle, récupéra certains privilèges féodaux sur le Roquefortès, et devint la famille la plus puissante du plateau en plus d'autres domaines dans la région, bien que les Montesquieu soient présents à Sainte-Colombe dès le XIVe siècle. 
Le Roquefortès, de par sa position stratégique à une époque où la frontière entre l'Espagne et la France est à sa porte, jouera un rôle important comme espace tampon entre les puissances. Entre les XIV et XVIIe siècle, et jusqu'au traité des Pyrénées (1659), il fut aux premiers rangs de la confrontations, Counozouls étant village frontalier par le col de Jau. 
Vauban tracera dans les environs immédiats du plateau sa route qui permettait de rejoindre le fort de Mont-Louis depuis Quillan. Colbert y ouvrira plusieurs voies pour en exploiter les sapinières.
La plateau a longtemps modestement subsisté grâce à son élevage, de la production de bois et de minerai (on y trouve plusieurs forges anciennes aujourd’hui abandonnées).